# Lenguaje de Metadatos Ecológicos
El Lenguaje de Metadatos Ecológicos (EML, por sus siglas en inglés) es un estándar de metadatos desarrollado por y para la disciplina de la ecología. Se basa en trabajos anteriores realizados por la Ecological Society of America (ESA, Sociedad Ecológica de America) y otros, incluyendo la Knowledge Network for Biocomplexity. EML es un conjunto de documentos en esquema XML que permiten la expresión estructural de metadatos. Fue desarrollado específicamente para permitir a los investigadores documentar un conjunto de datos típico en las ciencias ecológicas.
EML está diseñado en gran medida para describir recursos digitales. Sin embargo, también puede usarse para describir recursos no digitales, como mapas en papel y otros medios no digitales.
El proyecto Knowledge Network for Biocomplexity ha desarrollado un software específicamente para abordar esta necesidad, llamado Morpho. Morpho es un software de gestión de datos destinado a generar metadatos en formato EML. Este software es parte de DataONE Investigator Toolkit y, por lo tanto, está destinado a facilitar el intercambio y la reutilización de datos entre ecologistas y científicos ambientales.